# Oboy
Oboy stylisé OBOY, et parfois en ΩBØY, de son vrai nom Mihaja Ramiarinarivo, né le 6 janvier 1997 à Madagascar est un rappeur et chanteur français originaire de Villeneuve-Saint-Georges  dans le Val-de-Marne. Son style de musique est reconnaissable par sa noirceur et une certaine nonchalance, caractéristique du mumble rap dont il est l'un des principaux représentants sur la scène française.

## Biographie
Né à Madagascar de parents travaillant dans le commerce, OBOY grandit dans la ville de Villeneuve-Saint-Georges dans le Val-de-Marne. En 2015, âgé de 18 ans, il se lance dans le rap et entre dans le collectif Way Boto, composé de plusieurs autres jeunes rappeurs de sa ville : Bit$u, A$tro, Realogenius et Croisade. L'année suivante, il sort sa première mixtape solo intitulée Olyside en téléchargement libre sur la plateforme Haute Culture. L'année suivante, il publie son deuxième projet, Southside, sur la plupart des plateformes de téléchargement et de streaming. Grâce à certains titres de ce nouveau projet comme Cobra ou Cabeleira, sa notoriété augmente parmi les auditeurs de rap français. Ce nouveau projet atteint la 91ème place des charts dès sa première semaine d'exploitation.
L'élargissement de son public le pousse à se lancer dans la conception d'un album. Cet album sort en juillet 2019, sous le nom de Omega. L'une des musiques de ce nouvel album est un featuring avec la chanteuse de pop urbaine et de RnB Aya Nakamura et le rappeur néerlandais Dopebwoy intitulé Je m'en tape. Le morceau est un véritable succès qui obtient un disque d'or le 10 janvier 2020. L'album atteint la 31e place du classement français au bout de la 21e semaine de commercialisation.
En juillet 2020, OBOY sort un EP intitulé Mafana. Avec 2 200 copies vendues la première semaine, il réalise un meilleur démarrage que son précédent album. Son titre phare, Cabeza, est certifié single d'or cinq mois plus tard. Dans le même temps, Avec toi, issu de son album studio, est lui aussi certifié.
Le 24 février 2021, il sort avec la chanteuse britannique Jorja Smith un remix de la chanson Come over dans lequel il remplace Popcaan, présent sur le morceau original.
Le 24 mars 2021, il annonce la sortie pour le 26 mars d'un single, Tonight, en collaboration avec Ghost Killer Track et D-Block Europe, un groupe britannique.
Le 10 septembre 2021, OBOY sort son nouveau projet intitulé No Crari, un album composé de 14 titres dont TDB, single phare du projet sorti début juillet.

## Discographie

### Singles
- 2016 : Yayo
- 2016 : Noir
- 2017 : Cherokee
- 2018 : Cobra
- 2018 : Cabeleira
- 2018 : Alpha
- 2018 : 187
- 2019 : R10
- 2019 : Boy
- 2019 : Rien à fêter
- 2019 : Je m'en tape (feat. Aya Nakamura et Dopebwoy)  Or
- 2019 : Olympe
- 2020 : Rémus
- 2020 : Cabeza  Diamant
- 2020 : Cruel
- 2021 : No blata
- 2021 : TDB  Diamant

### Apparitions
- 2020 : Harley - Kenzo feat. Moko, OBOY (sur la mixtape Élixir)
- 2020 : Aya Nakamura - Préféré feat. OBOY (sur l’album Aya)
- 2021 : Jorja Smith - Come Over French Remix feat. OBOY
- 2021 : Ghost Killer Track - Tonight feat. D-Block Europe, OBOY
- 2021 : Koba LaD - Cramé feat. OBOY (sur la mixtape Cartel : Volume 1)
- 2021 : PLK - Attentat feat. OBOY (sur l’album Enna Boost)
- 2021 : Maes - Le Maire feat. OBOY (sur l’album Réelle Vie 3.0)
- 2022 : Uzi - Rotterdam feat. OBOY
- 2024 : OBOY - Tout y est ft. La Mano 1.9 x Jozii